# Вімблдонський турнір 1992
Вімблдонський турнір 1992 проходив з 22 червня по 5 липня 1992 року на кортах Всеанглійського клубу лаун-тенісу і крокету в передмісті Лондона Вімблдоні. Це був 106-й Вімблдонський чемпіонат, а також третій турнір Великого шолома з початку року. Турнір входив до програм ATP та WTA турів.

## Огляд подій та досягнень
Минулорічний чемпіон одиночного розряду чоловіків Міхаель Штіх програв у чвертьфіналі. Новим чемпіоном Вімблдону став Андре Агассі. Це була його перша перемога в турнірах Великого шолома. Фіналіст Горан Іванишевич став першим представником незалежної Хорватії, який добився такого успіху.
В одиночних змаганнях жінок Штеффі Граф захистила свій титул. Ця перемога стала для неї четвертою на Вімблдоні та 11-ю в турнірах Великого шолома. 
У парному розряді чоловіків Джон Макінрой здобув 18-й і останній титул Великого шолома. На Вімблдоні він переміг увосьме. Партнер Макінроя, Міхаель Штіх став чемпіоном Вімблдона удруге й удруге виграв титул Великого шолома.
У парному жіночому розряді Джиджі Фернандес виграла Вімблдонський турнір уперше (5-й мейджор), а Наташа Звєрєва — вдруге (6-й мейджор).
Вигравши мікст, Лариса Нейланд завоювала свій другий титул вімблдонської чемпіонки (третій мейджор), а її партнер Циріл Сук здобув свою першу вімблдонську перемогу (2-ий титул Великого шолома).

## Результати фінальних матчів

### Дорослі
| Одиночний розряд. Джентльмени   |                            |                                     |
| Андре Агассі                    | Горан Іванишевич           | 6–7(8–10), 6–4, 6–4, 1–6, 6–4       |
|                                 |                            |                                     |
| Одиночний розряд. Леді          |                            |                                     |
| Штеффі Граф                     | Моніка Селеш               | 6–2, 6–1                            |
|                                 |                            |                                     |
| Парний розряд. Джентльмени      |                            |                                     |
| Джон Макінрой Міхаель Штіх      | Джим Гребб Річі Ренеберг   | 5–7, 7–6(7–5), 3–6, 7–6(7–5), 19–17 |
|                                 |                            |                                     |
| Парний розряд. Леді             |                            |                                     |
| Джиджі Фернандес Наташа Звєрєва | Лариса Нейланд Яна Новотна | 6–4, 6–1                            |
|                                 |                            |                                     |
| Мікст                           |                            |                                     |
| Лариса Нейланд Циріл Сук        | Міріам Ореманс Якко Елтінг | 7–6(7–2), 6–2                       |
|                                 |                            |                                     |

### Юніори
| Одиночний розряд. Хлопці    |                             |               |
| Давід Шкох                  | Браян Данн                  | 6–4, 6–3      |
|                             |                             |               |
| Одиночний розряд. Дівчата   |                             |               |
| Чанда Рубін                 | Лоранс Куртуа               | 6–2, 7–5      |
|                             |                             |               |
| Парний розряд. Хлопці       |                             |               |
| Стівен Балдас Скотт Дрейпер | Магеш Бгупаті Нітін Кіртане | 6–1, 4–6, 9–7 |
|                             |                             |               |
| Парний розряд. Дівчата      |                             |               |
| Майя Авотінс Лайза Макші    | Пем Нелсон Джулі Стівен     | 2–6, 6–4, 6–3 |
|                             |                             |               |